# Carlo Alberto Castigliano
Carlo Alberto Castigliano (Asti, 8 de noviembre de 1847 – Milán, 25 de octubre de 1884) fue un ingeniero y matemático italiano que trabajó en los campos de la teoría matemática de la elasticidad y la mecánica de las estructuras deformables. Es conocido por los teoremas que llevan su nombre y que relacionan la fuerza y el desplazamiento de los cuerpos elásticos.

## Vida y obra
Nació en el seno de una familia de origen modesto, y era hijo de Giovanni Castigliano y Orsola Cerrato. En 1862, tras finalizar los estudios primarios, ingresó en la Escuela Técnica de Asti con notable éxito, compaginando sus estudios de mecánica y construcción con trabajos administrativos para algunos comerciantes y profesionales de la ciudad. A los 16 años quedó huérfano de padre y su madre decidió volver a casarse.
Consciente de las notables aptitudes del joven, su padrastro apoyó su vocación por los estudios y le matriculó en el cuarto curso del Instituto Industrial de Turín, pero las precarias condiciones económicas de la familia obligaron a Castigliano a alternar sus estudios con trabajos esporádicos para complementar los ingresos familiares. Tras graduarse como perito mecánico en julio de 1866, realizó un curso en el Real Museo Industrial de Turín que le habilitó como profesor y, el 10 de diciembre de aquel mismo año fue nombrado profesor de construcción y mecánica aplicada en el Real Instituto Técnico de Terni (Umbría). Durante los cuatro años que permaneció allí, se dedicó infatigablemente al estudio de las matemáticas por su cuenta.
Tras obtener una excedencia docente, en 1870 regresó a Turín y aprobó con nota el examen de ingreso en la Facultad de Ciencias Matemáticas, Físicas y Naturales de la Universidad de Turín. Inmediatamente después de matricularse, escribió al rector de la universidad para solicitarle permiso para presentarse a todos los exámenes de la carrera de Matemáticas al final del primer año. En marzo de 1871 recibió una respuesta favorable a su petición por parte del Ministerio de Educación, y en pocos meses consiguió superar con éxito todos los exámenes. Tras licenciarse, en noviembre de 1871 solicitó la inscripción en la Escuela de Aplicación para Ingenieros, hoy conocida como Politécnico de Turín, y en 1873 se licenció en Ingeniería Civil con una tesis titulada Intorno ai sistemi elastici en la que demostraba el principio de elasticidad o teorema del trabajo mínimo, que el general Luigi Federico Menabrea había enunciado en 1858.
Tras titularse, fue contratado como ingeniero por la compañía de los ferrocarriles del norte de Italia (Strade Ferrate Alta Italia - S.F.A.I.) en la que trabajó el resto de su vida. Primero fue destinado a Alba, en 1874 fue trasladado a la oficina de proyectos en Turín y en febrero de 1875 fue destinado a la sede central de la empresa en Milán, donde estuvo a cargo del diseño y la supervisión técnica de todas las grandes obras de la red ferroviaria del norte de Italia.
En 1875 publicó en la Academia de Ciencias de Turín su memoria Nuova teoria intorno all'equilibrio dei sistemi elastici, en la que demostraba los teoremas sobre las derivadas del trabajo de deformación, hoy conocidos como teoremas de Castigliano y que figuran entre los principios fundamentales de la estática estructural.
Sus últimos años fueron especialmente tristes: tras las muertes de dos hijos suyos, Carlo en 1883 con pocos meses y Emilia en 1884 con tres años, contrajo una neumonía de la que murió en octubre de 1884.
Aparte de su libro de texto Manuale pratico per gli ingegneri, que dejó inacabado y fue publicado parcialmente de forma póstuma (cuatro volúmenes, de 1882 a 1888), sus aportaciones más importantes fueron sus trabajos sobre el equilibrio de las estructuras elásticas. En 1879 y 1880 publicó los dos volúmenes de su trabajo sobre el tema: Théorie de l'équilibre des systèmes élastiques et ses applications.